# Entre Folhas
Entre Folhas là một đô thị thuộc bang Minas Gerais, Brasil. Đô thị này có diện tích 85,87 km², dân số năm 2007 là 4931 người, mật độ 60,8 người/km².